# میلان (فیلم ۱۹۶۷)
«میلان» (انگلیسی: Milan (1967 film)) یک فیلم است که در سال ۱۹۶۷ منتشر شد. از بازیگران آن می‌توان به سونیل دات، پران، و مکری اشاره کرد.